# Voetbal op de Olympische Jeugdzomerspelen 2014 – meisjes
Voetbal is een van de sporten die beoefend werden tijdens de Olympische Jeugdzomerspelen 2014 in Nanking. De wedstrijden worden gespeeld van 14 tot en met 27 augustus in het Jiangning Sports Center en het Wutaishan Stadium. Er is een jongens- en een meisjestoernooi. Er wordt in beide toernooien gespeeld met zes landen, die verdeeld zijn in twee groepen van drie. De top twee plaatst zich voor de halve finales. Als wedstrijden in de knock-outfase gelijk eindigen wordt de wedstrijd direct beslist met een strafschoppenserie.

## Deelnemende landen
Elk continent vaardigt een team af. Het thuisland China heeft gekozen deel te nemen in het meidentoernooi en niet bij de heren. 
| Afrika (CAF)             | Namibië             |
| Azië (AFC)               | China               |
| Europa (UEFA)            | Slowakije           |
| Noord-Amerika (CONCACAF) | Mexico              |
| Oceanië (OFC)            | Papoea-Nieuw-Guinea |
| Zuid-Amerika (CONMEBOL)  | Venezuela           |

## Toernooi

### Groepsfase

#### Groep A
| Team                | Wed. | W | G | V | DV | DT | DS  | Ptn. |
| ------------------- | ---- | - | - | - | -- | -- | --- | ---- |
| Venezuela           | 2    | 2 | 0 | 0 | 13 | 2  | +11 | 6    |
| Slowakije           | 2    | 1 | 0 | 1 | 6  | 6  | 0   | 3    |
| Papoea-Nieuw-Guinea | 2    | 0 | 0 | 2 | 0  | 11 | -11 | 0    |

|                        |                     | |           |                                          |
| 14 augustus 2014 18:00 | Papoea-Nieuw Guinea | 0 - 7                                                                                              | Venezuela | Wutaishan Stadium Scheidsrechter: He Jin |
| 14 augustus 2014 18:00 |                     | 19', 40', 49', 69' Deyna Castellanos 47' Hilary Vergara 61' Nathalie Pasquel 82' Greisbell Marquez |           | Wutaishan Stadium Scheidsrechter: He Jin |

|                        |                                                                              |       |                            |                                                   |
| 17 augustus 2014 18:00 | Venezuela                                                                    | 6 - 2 | Slowakije                  | Wutaishan Stadium Scheidsrechter: Christina Unkel |
| 17 augustus 2014 18:00 | Deyna Castellanos 10', 13', 33' Nathalie Pasquel 45', 72' Yuleisi Rivero 61' |       | 40', 58' Martina Surnovska | Wutaishan Stadium Scheidsrechter: Christina Unkel |

|                        |                                                         |       |                     |                                                 |
| 20 augustus 2014 18:00 | Slowakije                                               | 4 - 0 | Papoea-Nieuw Guinea | Wutaishan Stadium Scheidsrechter: Gladys Lengwe |
| 20 augustus 2014 18:00 | Laura Suchá 11' Šurnovská 35', 54' Veronika Jančová 68' |       |                     | Wutaishan Stadium Scheidsrechter: Gladys Lengwe |

#### Groep B
| Team    | Wed. | W | G | V | DV | DT | DS  | Ptn. |
| ------- | ---- | - | - | - | -- | -- | --- | ---- |
| China   | 2    | 2 | 0 | 0 | 12 | 0  | +12 | 6    |
| Mexico  | 2    | 1 | 0 | 1 | 9  | 2  | +7  | 3    |
| Namibië | 2    | 0 | 0 | 2 | 0  | 19 | -19 | 0    |

|                        |       |                            |        |                                               |
| 14 augustus 2014 20:45 | China | 2 - 0                      | Mexico | Wutaishan Stadium Scheidsrechter: Morag Pirie |
| 14 augustus 2014 20:45 |       | 10' Zhao Yujie 35' Jin Kun |        | Wutaishan Stadium Scheidsrechter: Morag Pirie |

|                        | |       |         |                                                   |
| 17 augustus 2014 20:45 | Mexico | 9 - 0 | Namibië | Wutaishan Stadium Scheidsrechter: Marilin Miranda |
| 17 augustus 2014 20:45 | Montserrat Hernandez 19', 59' Daniela Garcia 21', 44' Alejandra Zaragoza 30', 55', 76' Dayana Cazares 72' Maria Acedo 79' |       |         | Wutaishan Stadium Scheidsrechter: Marilin Miranda |

|                        |         | |       |                                                       |
| 20 augustus 2014 20:45 | Namibië | 0 - 10 | China | Wutaishan Stadium Scheidsrechter: Anna-Marie Keighley |
| 20 augustus 2014 20:45 |         | 9' Wan Wenting 13', 62' Zhang Jiayun 19', 24', 30', 45' Ma Xiaolan 43' Jin Kun 54' Wang Yanwen 66' Fang Jie |       | Wutaishan Stadium Scheidsrechter: Anna-Marie Keighley |

### Knockout fase

#### Halve finale
|                        |                                                                       |       |                                                                                   |                                               |
| 23 augustus 2014 18:00 | Venezuela                                                             | 1 - 1 | Mexico                                                                            | Wutaishan Stadium Scheidsrechter: Morag Pirie |
| 23 augustus 2014 18:00 | Argelis Campos 2'                                                     |       | 8' Cázares                                                                        | Wutaishan Stadium Scheidsrechter: Morag Pirie |
| 23 augustus 2014 18:00 | Strafschoppen                                                         |       |                                                                                   | Wutaishan Stadium Scheidsrechter: Morag Pirie |
| 23 augustus 2014 18:00 | Olimar Castillo Nathalie Pasquel Luzardo Castellanos Nayluisa Cáceres | 4 - 3 | Rodriguez Vanessa Gonzalez Marianna Maldonado Daniela Garcia Montserrat Hernandez | Wutaishan Stadium Scheidsrechter: Morag Pirie |

|                        |                                             |       |                                                               |                                                   |
| 23 augustus 2014 20:45 | China                                       | 0 - 0 | Slowakije                                                     | Wutaishan Stadium Scheidsrechter: Marilin Miranda |
| 23 augustus 2014 20:45 |                                             |       |                                                               | Wutaishan Stadium Scheidsrechter: Marilin Miranda |
| 23 augustus 2014 20:45 | Strafschoppen                               |       |                                                               | Wutaishan Stadium Scheidsrechter: Marilin Miranda |
| 23 augustus 2014 20:45 | Zhao Yujie Ma Xiaolan Zhang Jiayun Fang Jie | 4 - 2 | Šurnovská Tamara Gmitterová Mária Mikolajova Varonika Jančová | Wutaishan Stadium Scheidsrechter: Marilin Miranda |

#### Wedstrijd om vijfde plaats
|                        |                                      |       |                                       |                                          |
| 25 augustus 2014 20:45 | Papoea-Nieuw Guinea                  | 3 - 2 | Namibië                               | Wutaishan Stadium Scheidsrechter: He Jin |
| 25 augustus 2014 20:45 | Bellina Giada 1', 29' Marity Sep 34' |       | 16' Ignacia Haoses 40+1' Ivone Kooper | Wutaishan Stadium Scheidsrechter: He Jin |

#### Troostfinale
|                        |                                                                         |       |                           |                                                       |
| 26 augustus 2014 18:00 | Mexico                                                                  | 3 - 1 | Slowakije                 | Wutaishan Stadium Scheidsrechter: Anna-Marie Keighley |
| 26 augustus 2014 18:00 | Andrea Hebríková 10' (e.d.) Montserrat Hernandez 15' Daniela Garcia 79' |       | 43' (e.d.) Diana Anguiano | Wutaishan Stadium Scheidsrechter: Anna-Marie Keighley |

#### Finale
|                        |           |                                                                           |       |                                                 |
| 26 augustus 2014 20:45 | Venezuela | 0 - 5                                                                     | China | Wutaishan Stadium Scheidsrechter: Gladys Lengwe |
| 26 augustus 2014 20:45 |           | 10' Wan Wenting 19' Xie Qiwen 34' Ma Xiaolan 45' Zhang Jiayun 80+1' Wu Xi |       | Wutaishan Stadium Scheidsrechter: Gladys Lengwe |

## Eindstand
| Pos.   | Team                |
| ------ | ------------------- |
| Goud   | China               |
| Zilver | Venezuela           |
| Brons  | Mexico              |
| 4      | Slowakijë           |
| 5      | Papoea-Nieuw Guinea |
| 6      | Namibië             |

Atletiek · Badminton · Basketbal · Beachvolleybal · Boksen · Boogschieten · Gewichtheffen · Golf · Gymnastiek · Handbal · Hockey · Judo · Kanovaren · Moderne vijfkamp · Paardensport · Roeien · Rugby Sevens · Schermen · Schietsport · Schoonspringen · Taekwondo · Tafeltennis · Tennis · Triatlon · Voetbal · Wielersport · Worstelen · Zeilen · Zwemmen